# Petzen (Bückeburg)
Petzen ist ein Ortsteil der Stadt Bückeburg im niedersächsischen Landkreis Schaumburg.

## Geografie und Verkehrsanbindung
Der Ortsteil liegt nordwestlich des Stadtkerns von Bückeburg an den Kreisstraßen K1 und K2. Am nördlichen Ortsrand fließt die Bückeburger Aue. Nordöstlich erstreckt sich das 65 ha große Naturschutzgebiet Bückeburger Niederung. Südlich verläuft die B 65 und westlich die B 482.
Unweit südlich und westlich verläuft die Landesgrenze zu Nordrhein-Westfalen.

### Persönlichkeiten
- Wilhelm Mensching (1885–1964), Pastor in Petzen von 1920 bis 1952